# Ourthe (rivière)
Pour les articles homonymes, voir Ourthe.
L'Ourthe est une rivière de Belgique, affluent en rive droite de la Meuse. C'est une rivière issue de la confluence de l'Ourthe orientale (dont la source est près du village d'Ourthe sur la commune de Gouvy) et de l'Ourthe occidentale (dont la source est près du village d'Ourt sur la commune de Libramont-Chevigny), toutes deux dans la province de Luxembourg en Belgique.

## Toponymie
Le nom de la rivière viendrait du mot celtique urd, qui signifie rivière pierreuse ou courant rapide (la localité suisse d'Urtenen, qui s'est développé dans la vallée de la rivière éponyme, semble avoir la même racine).
On peut aussi le rapprocher de l'ancien mot wallon ourta (ou ourtha), qui signifie source ou fontaine.

## Géographie
L'Ourthe occidentale et l'Ourthe orientale prennent chacune leur source en Ardenne. Ces sources sont distantes d'une cinquantaine de kilomètres à vol d'oiseau. Les vallées des deux branches de l'Ourthe (occidentale et orientale) forment ensemble le 'parc naturel des Deux Ourthes'. Après avoir traversé Houffalize, c'est l'Ourthe orientale qui reçoit sur sa gauche son homonyme occidental au nord du village d'Engreux. Elle est retenue par le barrage de Nisramont. L'Ourthe réunie poursuit son cours en Ardenne jusqu'au village de Hampteau où elle traverse brièvement la bande calcaire de la Calestienne. À Melreux, la rivière pénètre en Famenne jusqu'à la ville de Durbuy où elle réintègre la Calestienne jusqu'à Comblain-la-Tour. L'Ourthe entre alors au Condroz et sert de limite entre le Condroz oriental et le Condroz proprement dit. Depuis Méry jusqu'à son confluent avec la Meuse à Liège, le cours d'eau coule en Ardenne condrusienne, sous-région du Condroz.

## Villages traversés
On distingue généralement deux parties dans le cours commun, la Haute-Ourthe qui traverse Beho, Gouvy, Rettigny, Brisy, Houffalize, Nisramont, La Roche-en-Ardenne, et en aval la Basse-Ourthe confluant avec la Meuse à Liège. La Basse-Ourthe, parfois appelée Ourthe Moyenne, arrose en province de Luxembourg : Marcourt, Rendeux, Hampteau, Hotton, Melreux, Fronville, Noiseux, Grande-Eneille (courte incursion en province de Namur), Durbuy, Barvaux-sur-Ourthe et Bomal puis, dans la province de Liège : Sy, Hamoir, Fairon, Comblain-la-Tour, Comblain-au-Pont, Rivage, Chanxhe, Poulseur, Esneux, Hony, Méry, Tilff et Chênée avant d'atteindre la Meuse, via la Dérivation.
À Angleur, le canal de l'Ourthe s'étire sur deux kilomètres, parallèlement à la rivière, du niveau du confluent avec la Vesdre à la Meuse.

## Affluents
De l'amont vers l'aval, les principaux affluents de l'Ourthe sont :
- le Bronze (rg[note 1]) (confluent à La Roche-en-Ardenne) ;
- l'Isbelle (rd) (confluent à Hotton) ;
- la Marchette (rg) (confluent à Deulin) ;
- la Somme (rg) (confluent à Petithan) ;
- l'Aisne (rd) (confluent à Bomal) ;
- la Lembrée (rd) (confluent à Vieuxville) ;
- la Nanchenioule (rg) (confluent à Sy)
- le Néblon (rg) (confluent à Hamoir) ;
- le Bloquay (rg) (confluent à Fairon) ;
- le Boé (rd) (confluent à Comblain-la-Tour) ;
- l'Amblève (rd) (confluent à Rivage) ;
- la Haze (rd) (confluent à Esneux) ;
- la Magrée (rg) (confluent à Esneux) ;
- le Ry de Gobry (rd) (confluent à Méry) ;
- la Vesdre (rd) (confluent à Chênée – ville de Liège).

## Histoire
Le nom de la rivière (Orto) apparaît pour la première fois en 636, soit pendant l'époque gallo-romaine, dans le testament d'un diacre,.
Le traité de Meerssen (870) retient l'Ourthe (Urta) pour partager le comté d'Ardenne en un comté septentrional centré sur Stavelot et Vielsalm, sur la rive droite, et un comté méridional centré sur Bastogne, sur la rive gauche.
La rivière donne son nom - sans h initial - au département français de l'Ourte entre 1795 à 1814.
Au début du XIXe siècle, l'Ourthe sera le théâtre d'un projet industriel extraordinaire pour l'époque: le canal de Meuse et Moselle. L'entreprise, lancée en 1827, sera affectée par des problèmes de financement. Les incertitudes liées à l'avenir géopolitique de la région et le développement du chemin de fer mineront le projet. L'indépendance reconnue du Grand-Duché de Luxembourg en 1839 provoquera son arrêt définitif.
D'importantes sections de ce canal sont encore visibles entre Liège et Comblain-au-Pont. À Bernistap, un hameau de Tavigny (commune de Houffalize), sous la frontière belgo-luxembourgeoise, un tunnel de quelque 2,5 kilomètres est encore visible (classé monument historique en 1988 et à l'intérieur de propriétés privées). L'ouvrage d'art est le point haut du parcours, reliant le bassin mosan de l'Ourthe et le bassin rhénan de la Wiltz.
Le cours de l'Ourthe est rectifié entre le pont des Grosses Battes à Angleur et sa confluence avec la Meuse. Les travaux sont entrepris entre 1902 et 1905.

## Hydrologie
Le débit moyen observé à Angleur (Liège) entre 1995 et 2004 est de 55,2 m3/s, avec un débit annuel moyen maximal de 73,0 m3/s en 2002, et un débit annuel moyen minimal de 30,2 m3/s en 1996.
Toujours à Angleur, de 1992 à 2001, sur une période de 10 ans, on a calculé :
- un DCC moyen de 241,4 m3/s, avec un maximum de 310,5 m3/s pour l'année 1995 et de 110,4 m3/s pour 1996 ;
- un DCE moyen de 10,2 m3/s, avec un DCE minimal de 7,4 m3/s en 1996.

Note :
Le débit caractéristique de crue (DCC) est le débit journalier dépassé 10 jours par an, et donc non atteint les 355 jours restants. Le DCC est une valeur représentative des hautes eaux en hydrologie. Mais ce n'est pas la valeur extrême.
Le débit caractéristique d’étiage (DCE) est le débit journalier dépassé 355 jours par an, c'est-à-dire le débit non atteint 10 jours par an. Ce DCE est une valeur statistique très utilisée en hydrologie pour apprécier l’importance des étiages d’un cours d’eau.
La lame d'eau écoulée dans le bassin se monte à 480 millimètres, ce qui doit être considéré comme assez élevé. Le débit spécifique (Qsp) de la rivière est donc de 15,22 litres par seconde et par kilomètre carré de bassin.
Sur l'amont du bassin-versant et le cours inférieur, à la fin du XXe siècle jusqu'au début des années 1990 les crues ne semblent pas plus nombreuses qu'avant et elles semblent même un peu moins intense, peut être grâce à des aménagements destinés à faciliter l'écoulement dans le lit mineur ou majeur du cours d'eau.

## Galerie de photos

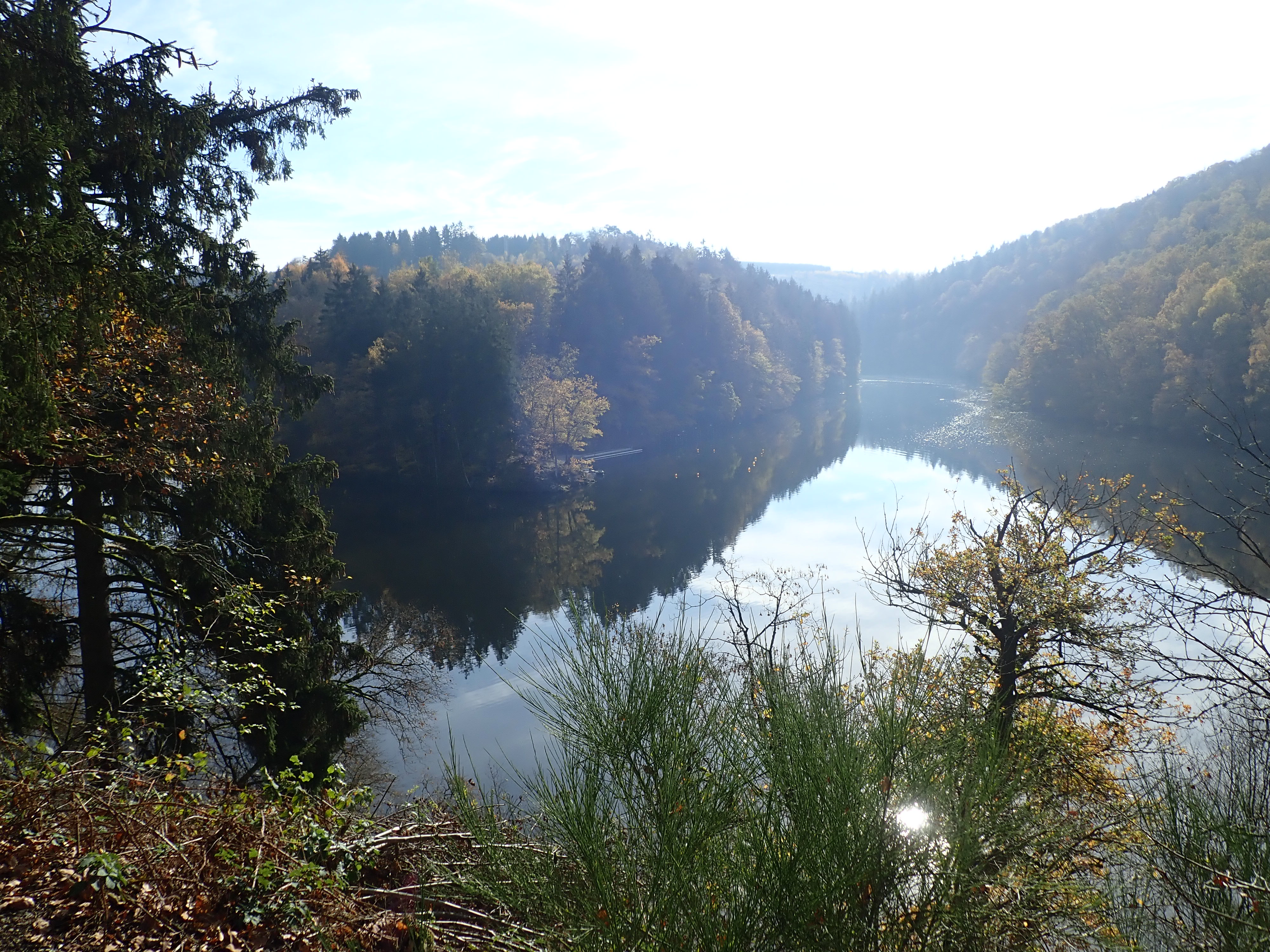
Confluence des deux Ourthe.
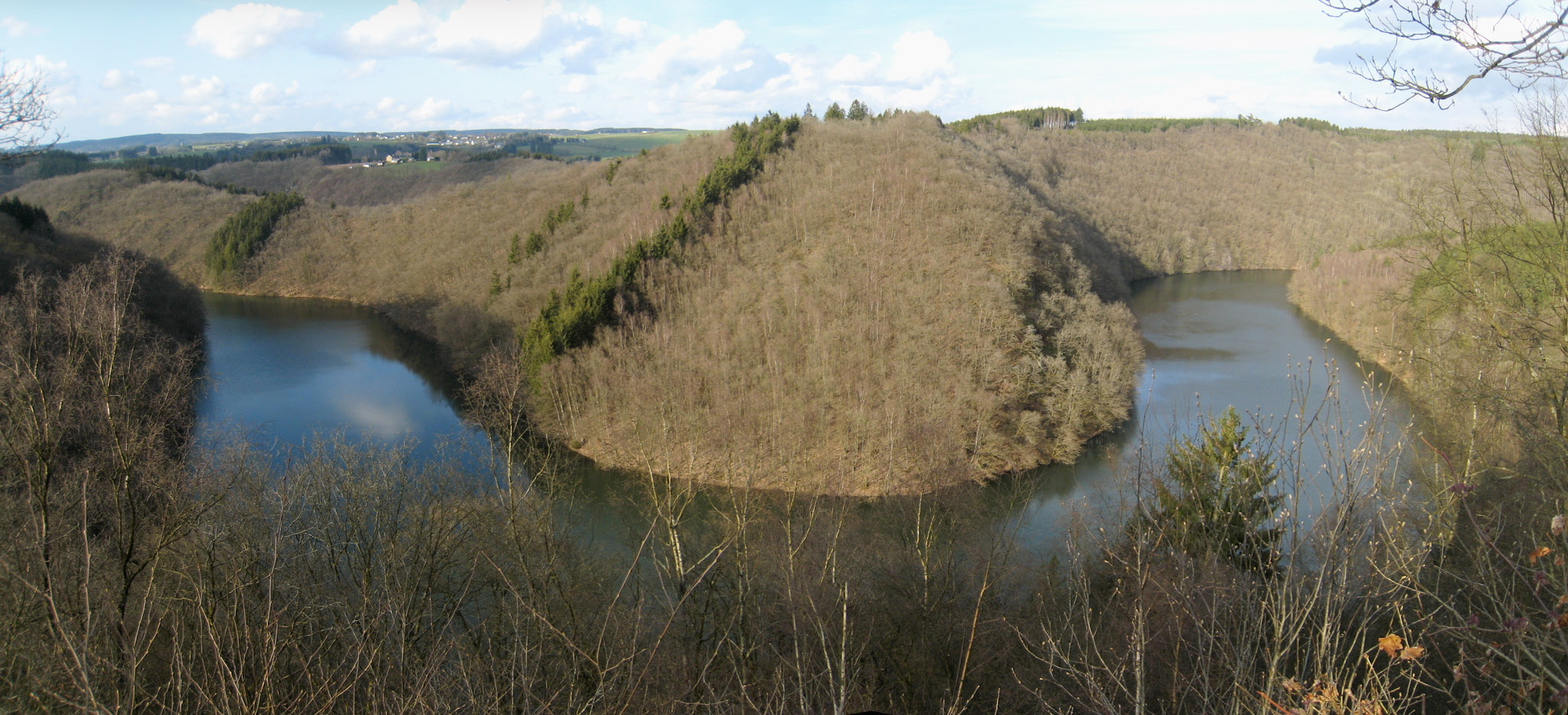
L'Ourthe avant le barrage de Nisramont.
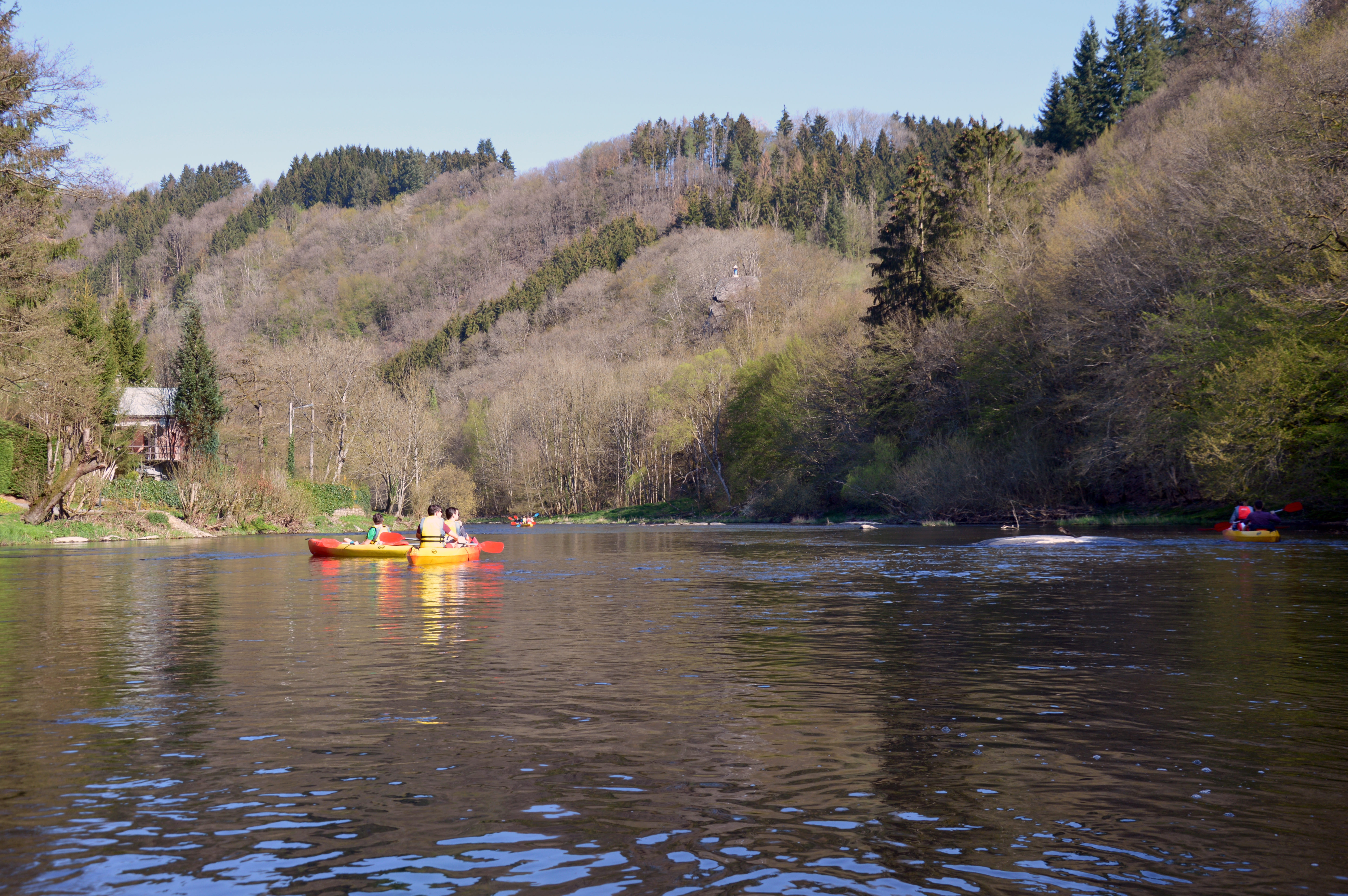
Des kayakeurs sur l'Ourthe après le barrage.
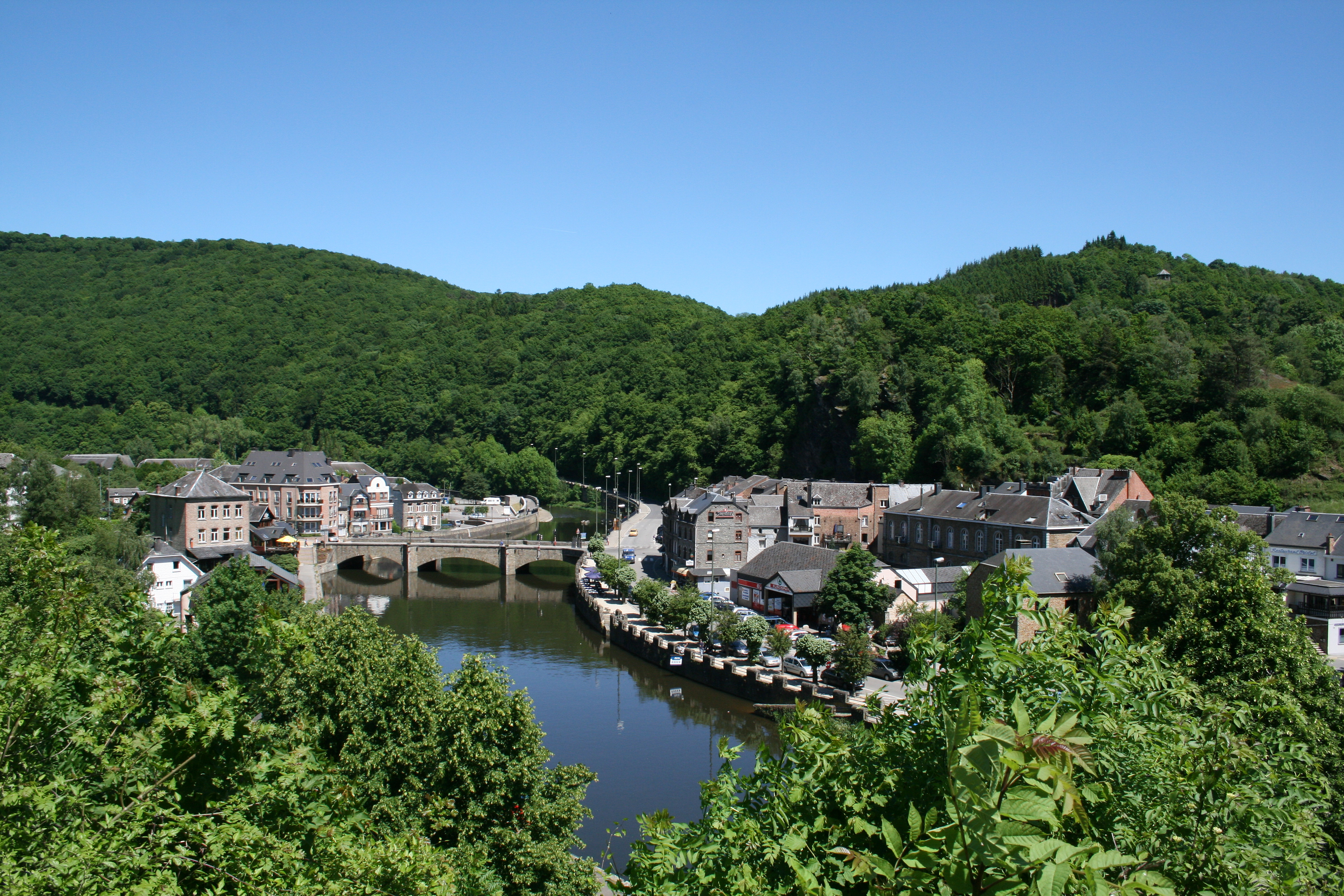
L'Ourthe à La Roche-en-Ardenne.
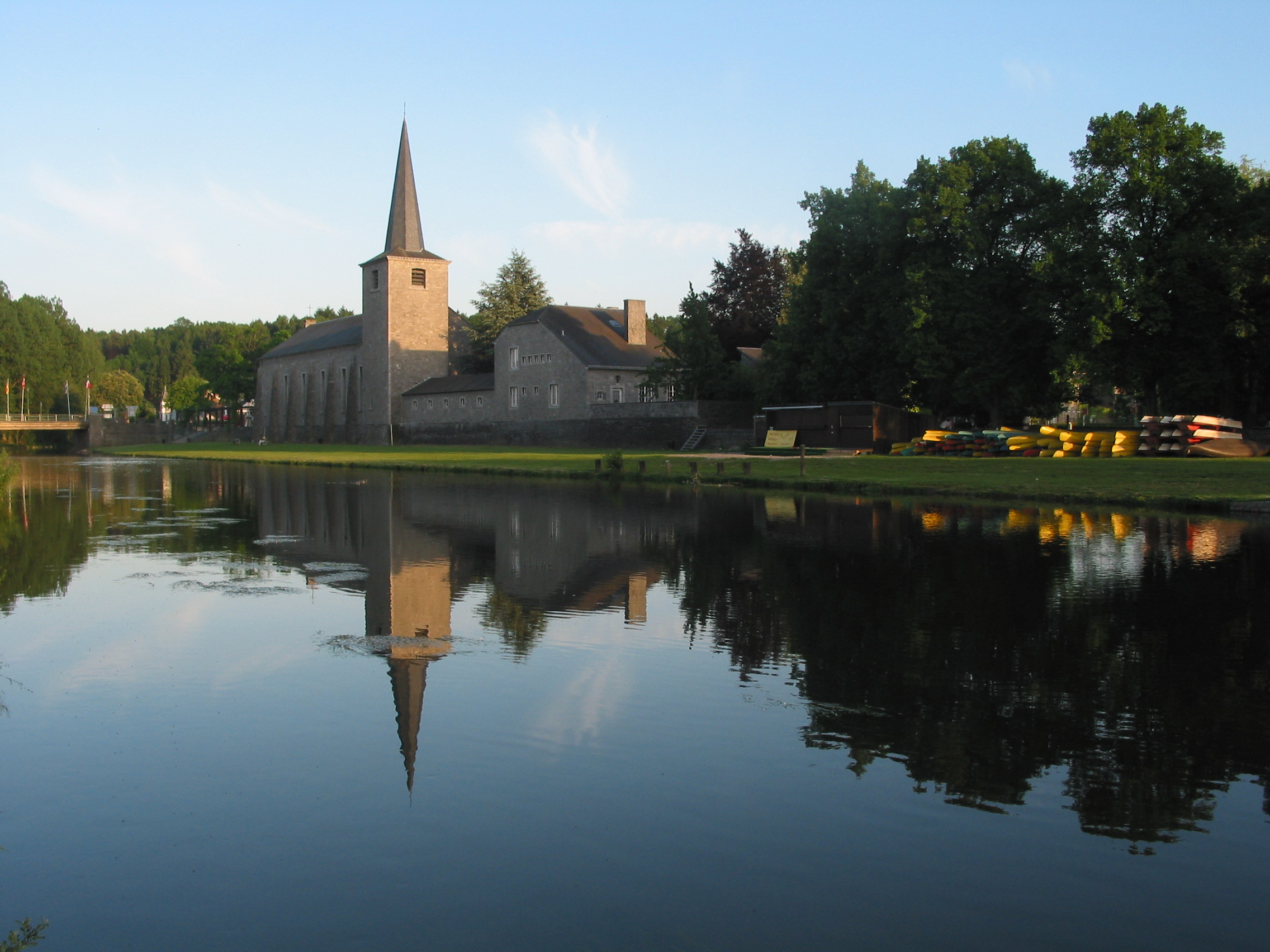
L'Ourthe devant l'église de Hotton.
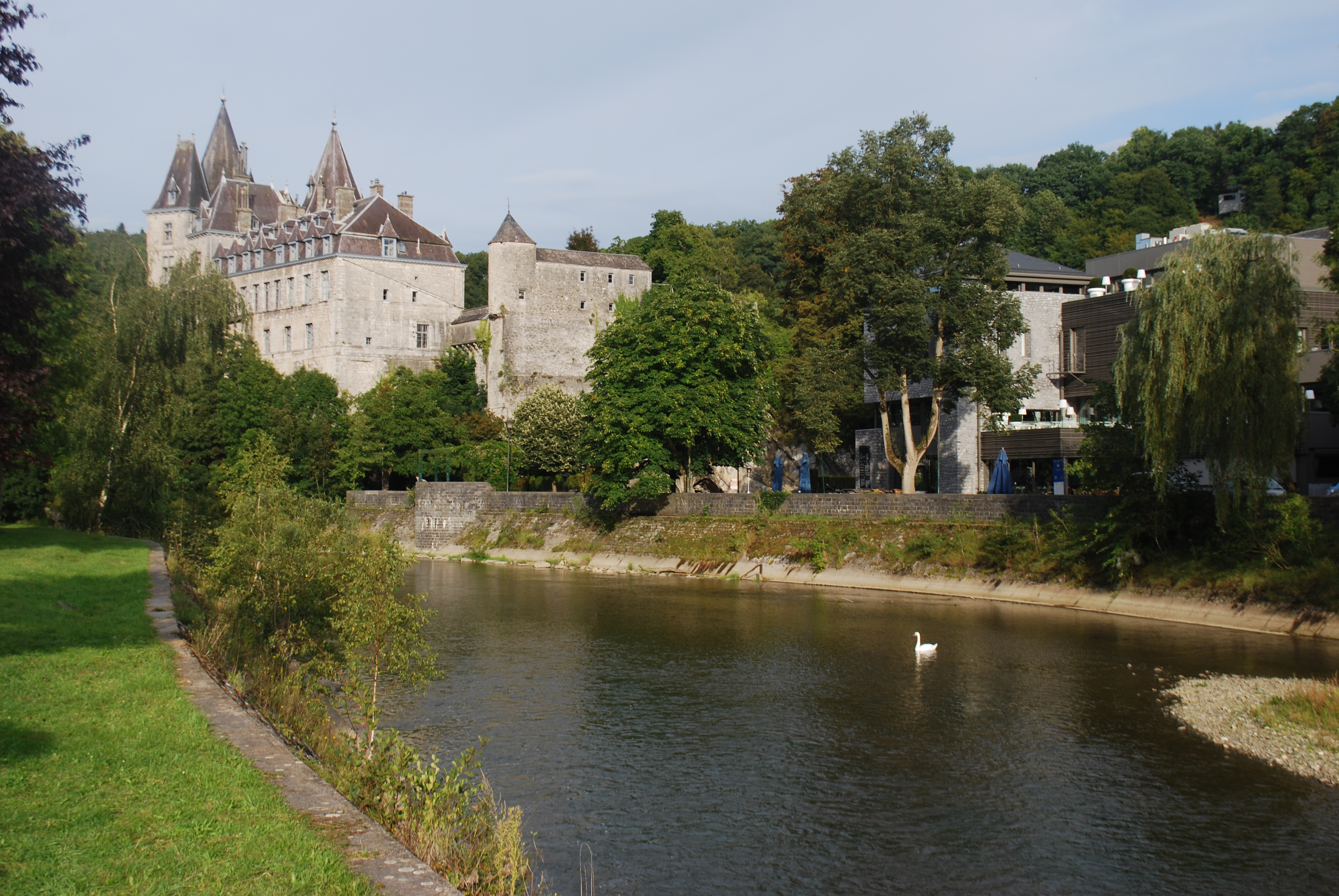
L'Ourthe à Durbuy.
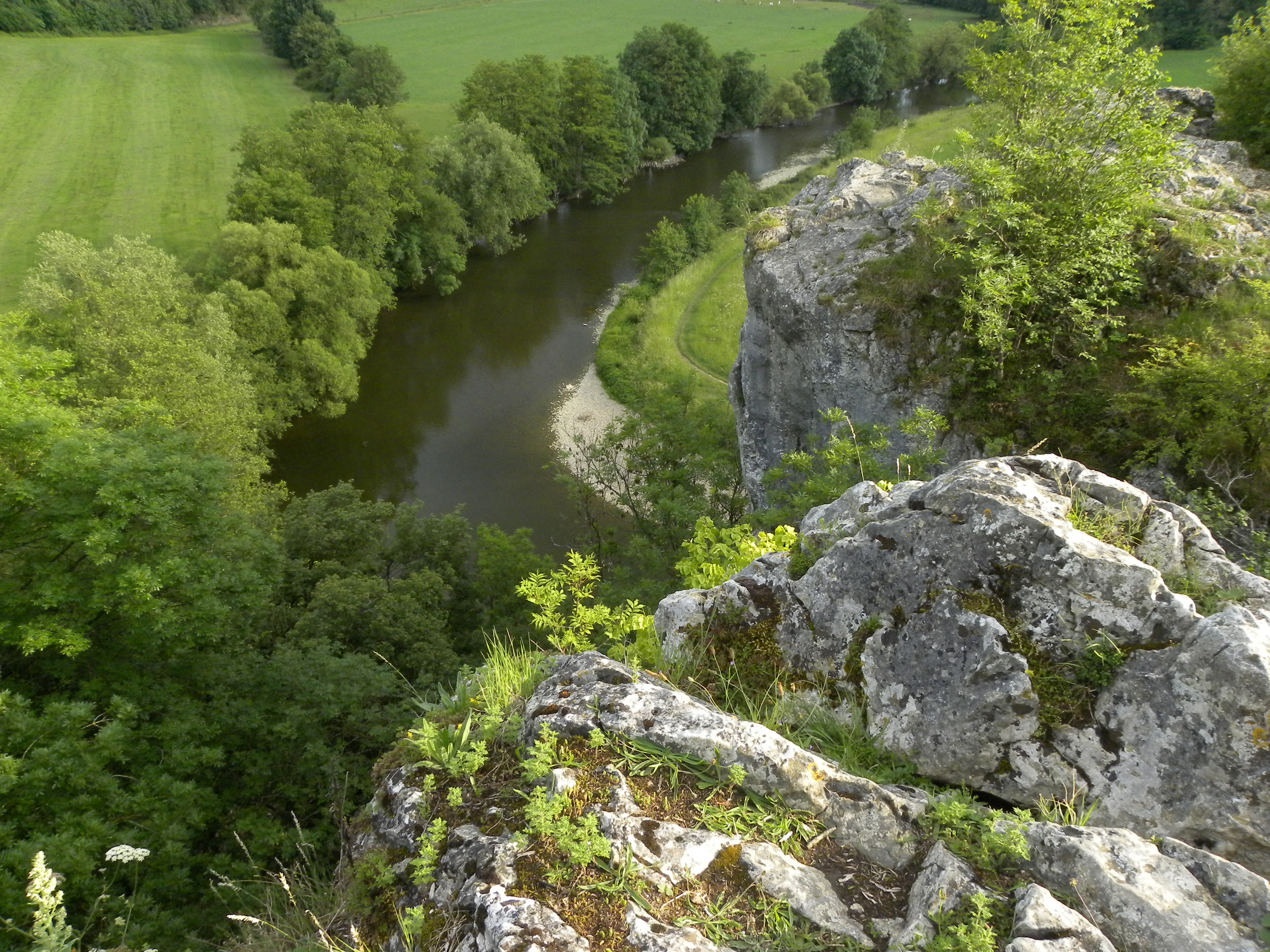
L'Ourthe aux pieds des rochers de Petit Bomal, la surplombant de plus de 30 mètres.
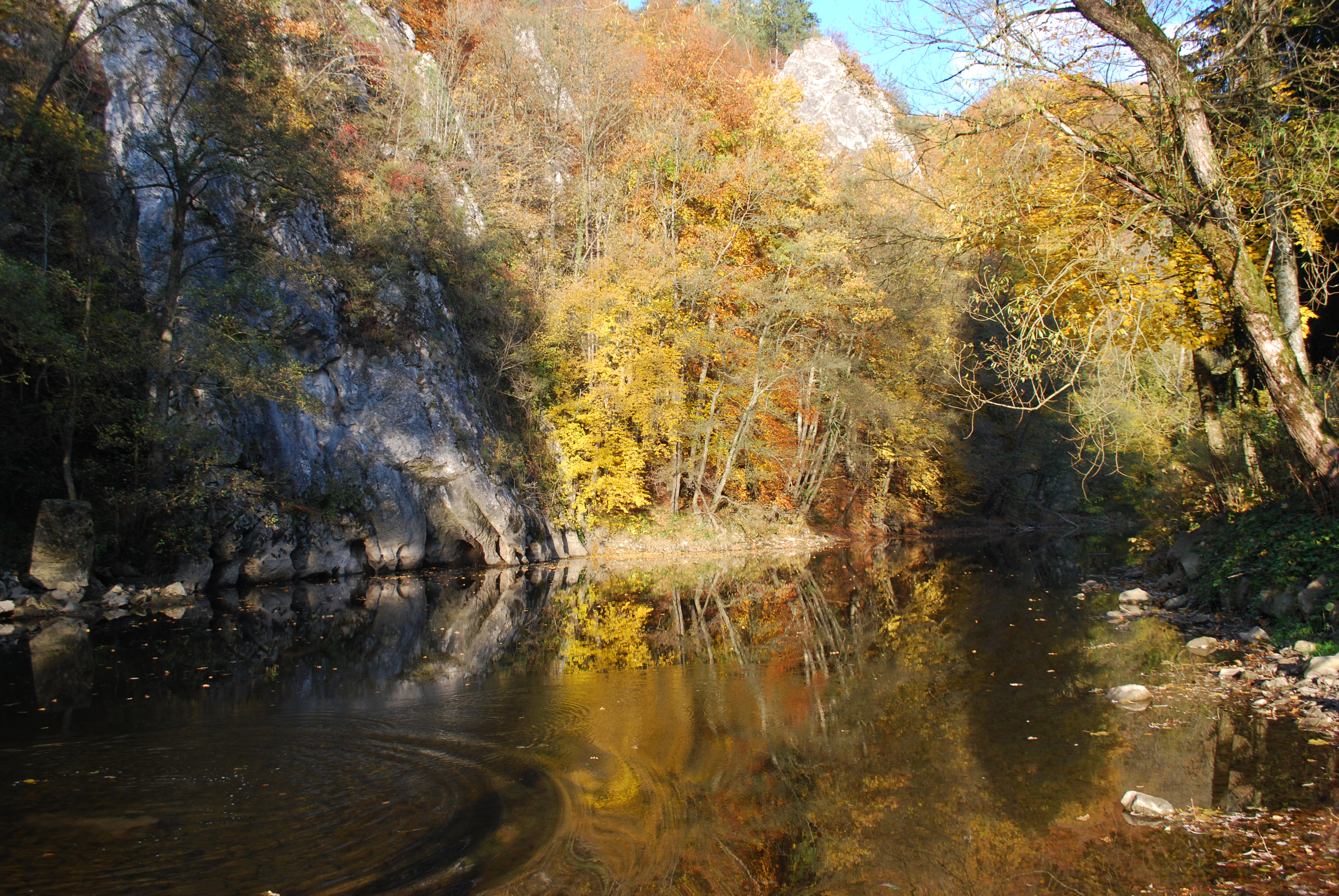
Reflets des rochers de Sy dans l'Ourthe.
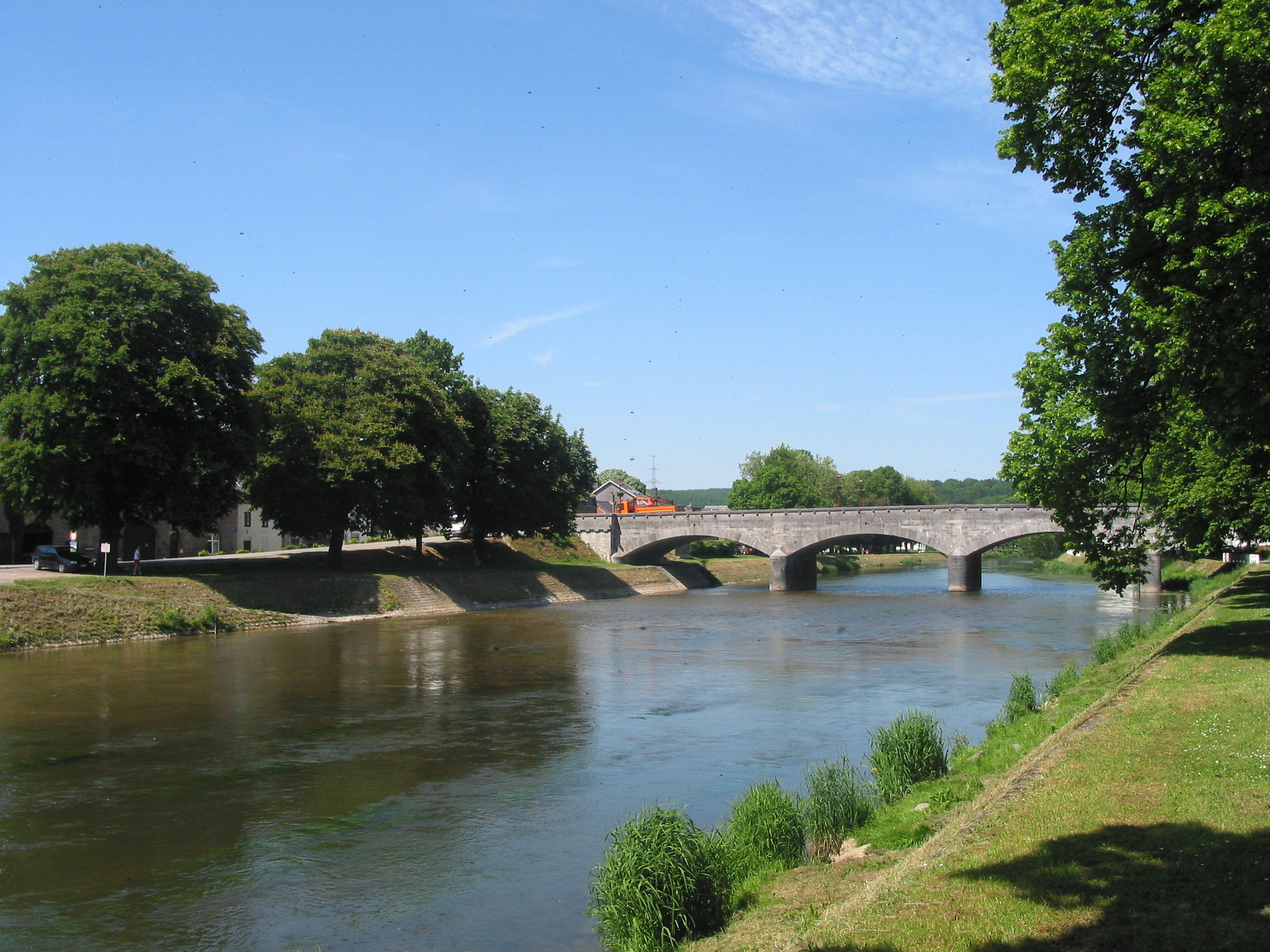
L'Ourthe au pont de Hamoir.
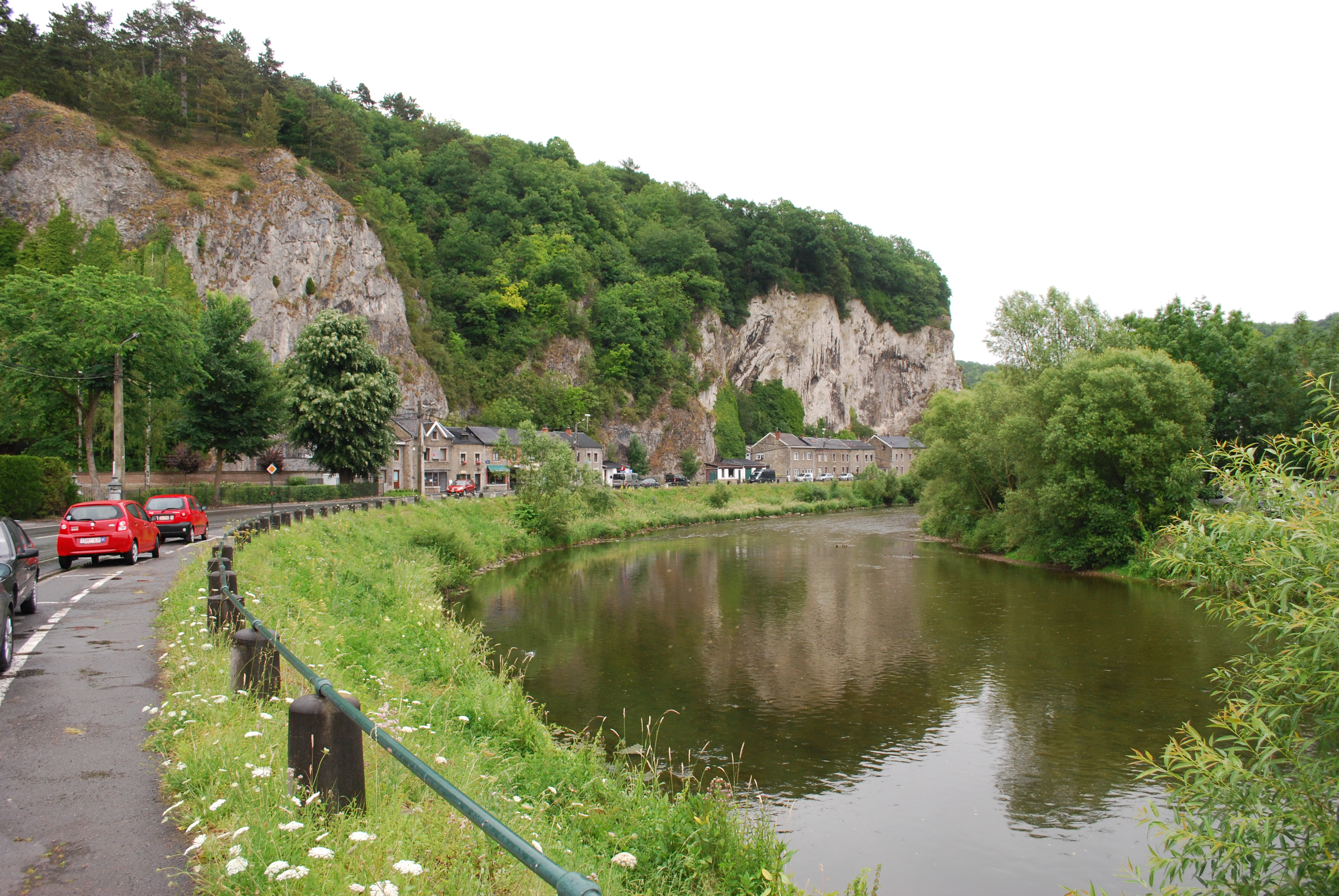
L'Ourthe à Comblain-au-Pont.
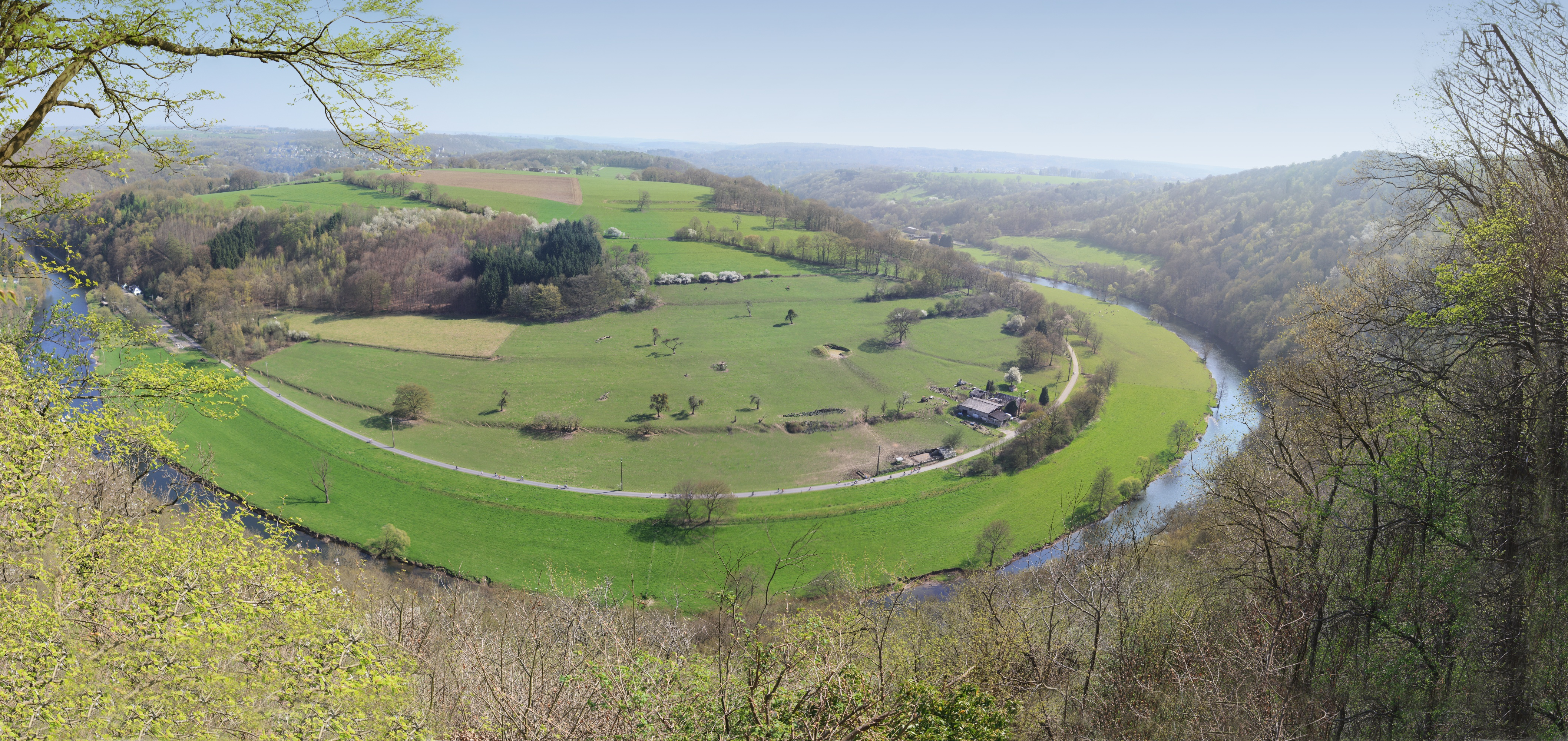
Méandre de l'Ourthe sous la Roche-aux-Faucons.
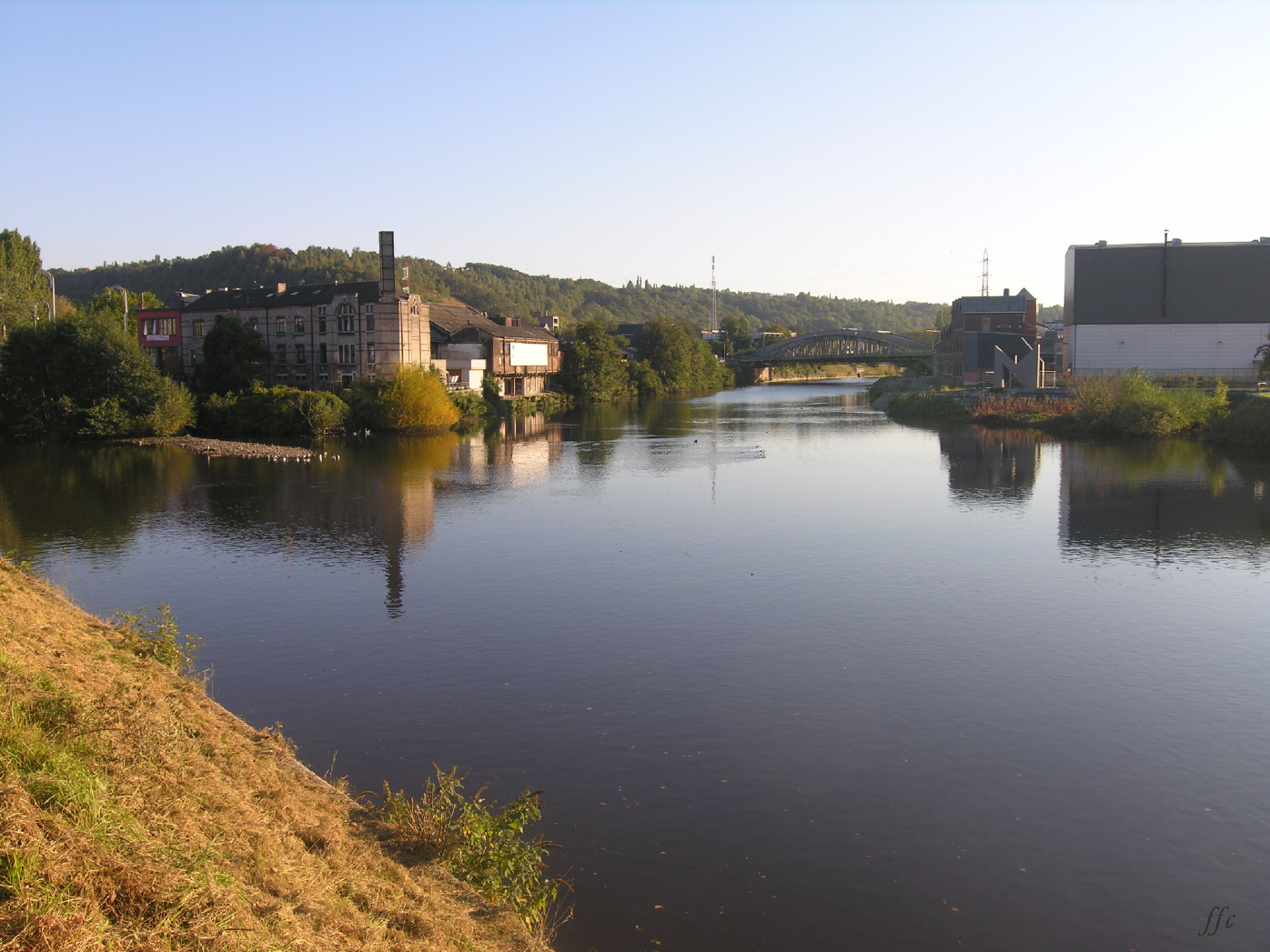
Confluence de la Vesdre et de l'Ourthe à Chênée.
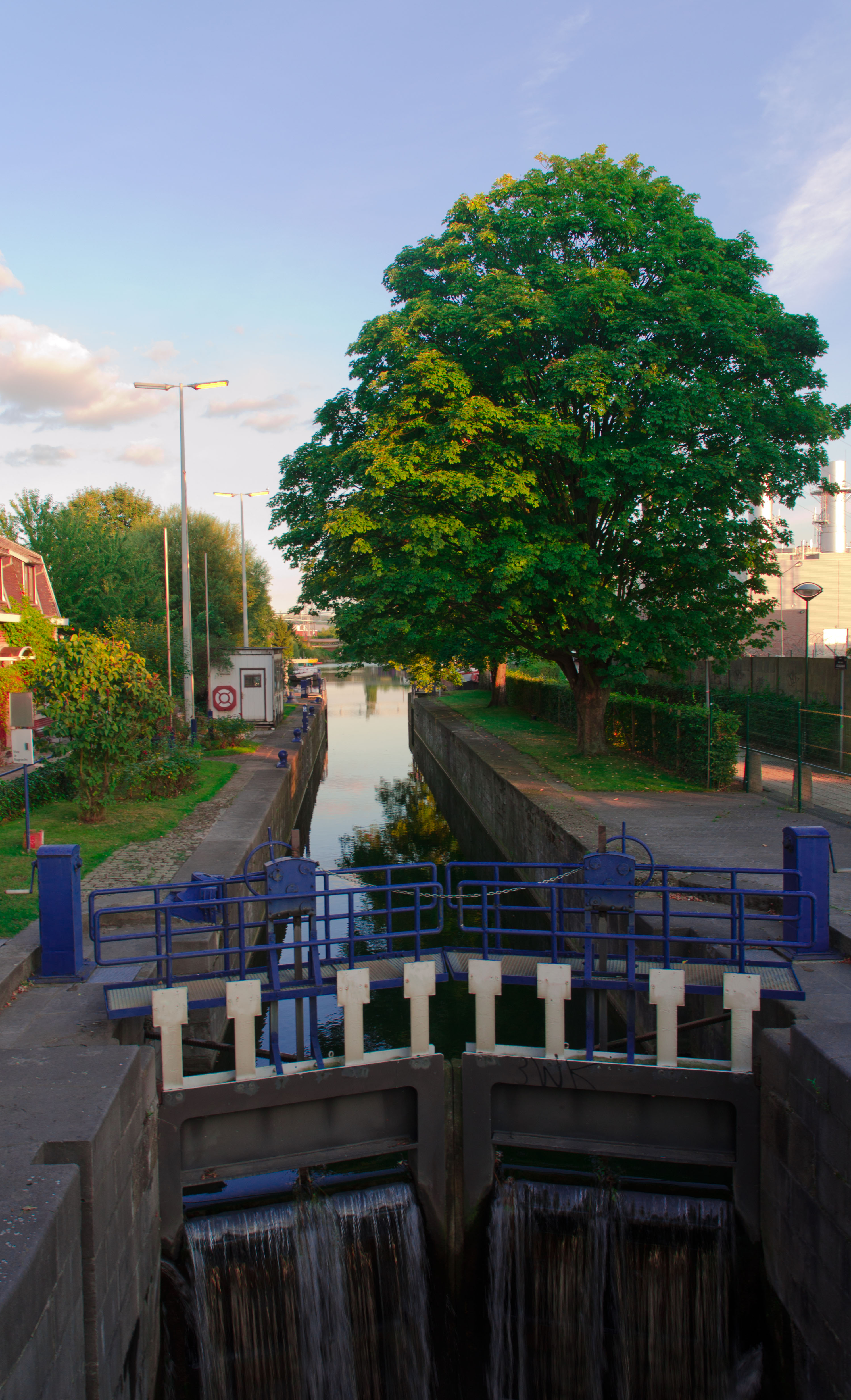
Écluse proche de la confluence de l'Ourthe avec la Meuse.
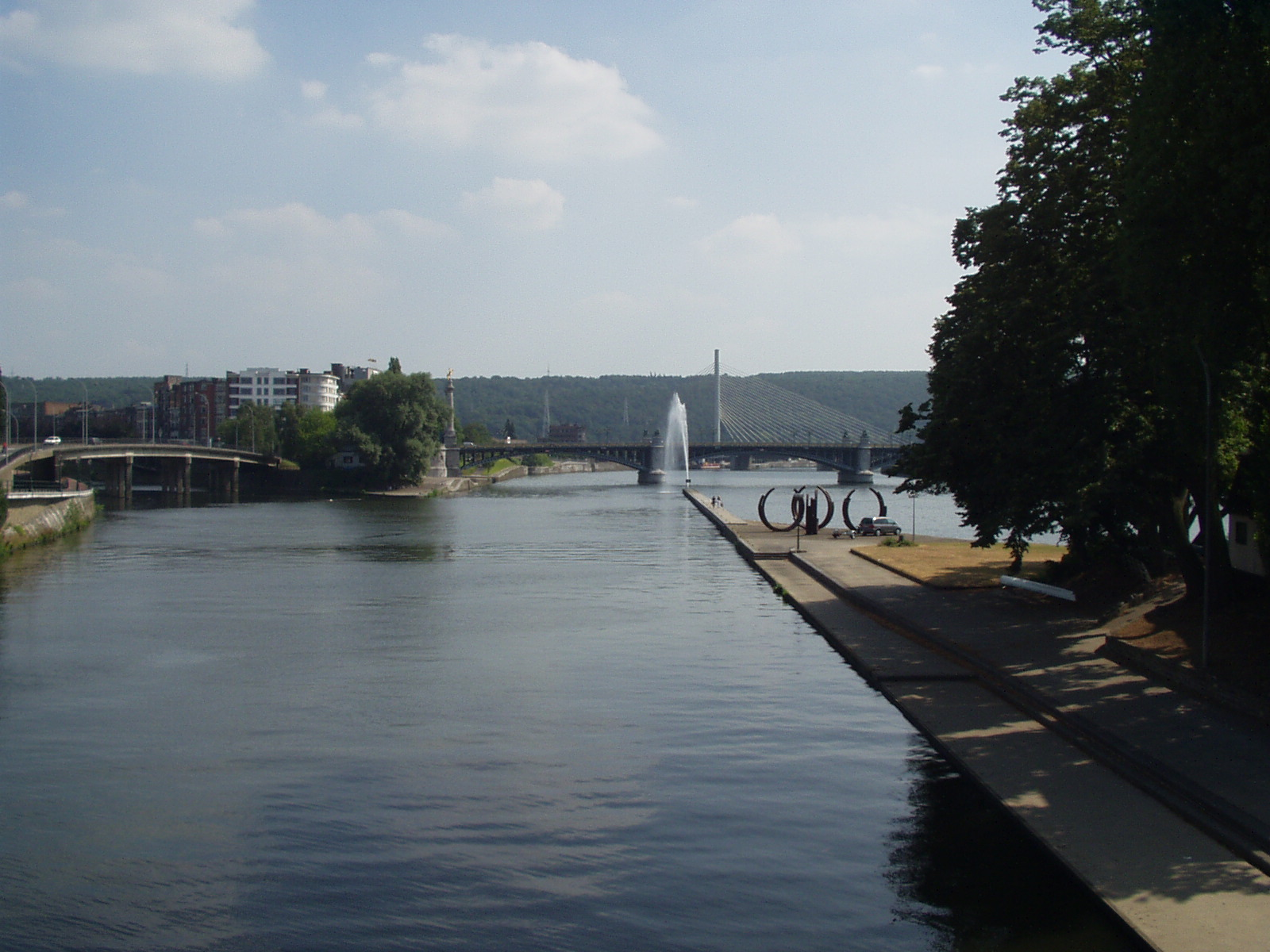
Confluence de l'Ourthe et de la Meuse à Liège.
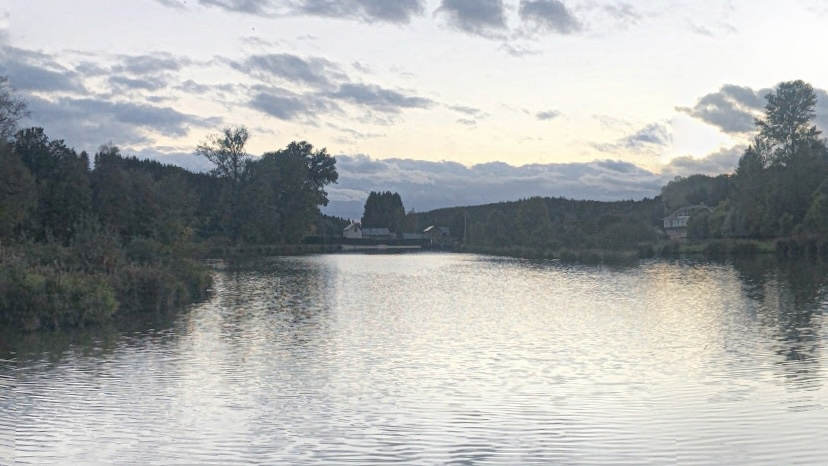
L’Ourthe orientale dans le lac de Cherapont à Gouvy.

## Cinéma
- La vallée de l'Ourthe (1953) de Jean Delire, documentaire de 20 minutes.